# Gaudeamus igitur
De Brevitate Vitae (lat. za O kratkoći života), poznatija po svojemu prvom stihu kao Gaudeamus igitur (lat. za U veselju živimo), ili samo Gaudeamus,  pjesma je na latinskom jeziku proglašena za studentsku himnu u mnogim europskim zemljama. Na mnogim sveučilištima ovu himnu pjevaju na svečanostima dodjele diploma. 
Melodija je preuzeta od jedne srednjovjekovne himne koju je napisao Strada, bolognski biskup, 1267. godine. 
Postoji više inačica himne.
Johannes Brahms uklopio je ovu himnu u završni dio svoje Akademske festivalske uvertire.

## Nalatinskom
Gaudeamus igitur,

iuvenes dum sumus;

Post iucundam iuventutem,

post molestam senectutem

nos habebit humus.

Ubi sunt, qui ante nos

in mundo fuere?

Vadite ad superos,

Transite ad inferos

ubi iam fuere.

Vita nostra brevis est,

brevi finietur.

Venit mors velociter,

rapit nos atrociter,

nemini parcetur.

Vivat academia,

vivant professores,

vivat membrum quodlibet,

vivant membra quaelibet,

semper sint in flore!

Vivant omnes virgines

faciles, famosae!

Vivant et mulieres,

tenerae, amabiles,

bonae, laboriosae!

Vivat et res publica,

Et qui illam regit,

vivat nostra civitas,

maecenatum caritas,

quae nos hic protegit!

Pereat tristitia,

pereant osores,

pereat diabolus,

quivis antiburschius

atque irrisores!

## Inačica nahrvatskom
U veselju živimo,

dok smo tako mladi;

jer kad divna mladost prođe,

pa nam kruta starost dođe

shrvat će nas jadi.

Oni, što su živjeli

od nas mnogo prije

leže već u zemlji davno ...

Neke b'jedno, neke slavno

grobni hum sad krije.

Naš taj v'jek je kratak baš,

vrlo brzo svrši,

uz to pun je tuge, muke;

smrt svud pruža gadne ruke,

da nam život skrši.

Stog' nek žive škole sve,

profesori s njima ...

Bog poživi i nas đake,

prisutne sve veseljake,

koliko nas ima!

Živile sve ženice,

nježne, zgodne, mile,

neka žive djeve mlade,

jer nam one život slade,

kao bajne vile.

Živila nam država

i naš vladar blagi,

uz to neka još zaori:

Živili nam dobrotvori

ljubljeni i dragi!

Tugu mi ne volimo;

nek je nosi vrag ...

U veselju i bez jada

nek nam kliče duša mlada

to je naše pravo!

Zdravo! Zdravo! Zdravo!

## Vanjske poveznice
- Gaudeamus u izvedbi Stuttgartskog sveučilišta